# 北京潮州会馆
北京潮州会馆，位于中華人民共和國北京市西城区及东城区，为广东潮州民系在北京的多所会馆的总称。

## 概述
北京的潮州会馆共有三处，根据所在位置分别称为潮州南馆、潮州北馆（潮州新馆、潮州七邑馆）、潮州西馆。另外《北京的会馆》还提到了位于东城区前门外打磨厂的一座“潮州郡馆”，具体情况未详。该书认为，准确地说，潮州人在北京的会馆只有南馆、西馆、七邑馆三处，三处分别在中华民国时期的北平市公安局有登记，其他各处都分别是这三处的附产。
潮州会馆是典型的文人会馆，即专为来京应试的同乡举子或旅京人员设立的会馆，有时也供应试后听候分配到外省上任的新官暂住之用。黄仁勇和曾习经曾寓居在潮州会馆。科举制度取消后，潮州会馆仍然沿袭了这一做法。1920年代至1930年代，在北京的潮州籍人士约有1000余人，其中大多为学生和商人。为此，潮州会馆专门设有奖学金，以及广东水师提督方耀捐款设立的“都门旅费”，以资助品学兼优的困难学生，并为无力缴纳宿舍管理费的学生提供住宿。至1930年代，约有数十名来自中国大学、华北大学、朝阳学院等学校的学生居住在潮州会馆，多时可达百余人。梅益、碧野、薛汕、马大猷等人都曾在潮州会馆住过。
潮州会馆没有义山，其经济收入依赖于经营煤炭生意店铺的租金，以及汕头一带所购置的盐田的租金。
中华人民共和国成立后，原潮州会馆会长，时任北京市房管局副局长的黄浩建议成立“北京潮州会馆产业管理委员会”，以负责会馆事务。1953年公私合营，会馆的所有产业均被收缴。

## 详述
- 潮州会馆：又称“潮州南馆”，位于西城区菜市口胡同（原名“丞相胡同”）路东，菜市口胡同84号（旧门牌号为丞相胡同30号）。在北京的所有潮州会馆中，该会馆占地面积最大，共三亩二分地，房屋70余间。[1]该馆的创建年代已无考，2008年拆除前，尚存的建筑是清朝中期以后建造，保存比较完整。被列为宣武区文物普查登记项目（现为西城区普查登记文物）。[5]曾习经曾在该馆寓居。[1][2]该会馆的附产也在菜市口胡同的北侧（旧门牌号为丞相胡同18号），有房屋11间，共两个小院。[1]2008年3月，在宣武区大吉片拆迁中，拆除了3处文物建筑，即南横东街的华严庵（原为会同四译馆）、米市胡同115号的米市胡同关帝庙（亦为潘祖荫祠）、菜市口胡同84号的潮州会馆，此后在南横东街与菜市口大街交口处的东北角复建了这三组建筑，其中米市胡同关帝庙、华严庵已经被开发商出租开作饭店。[6]
- 潮州七邑会馆：又称“潮州新馆”、“潮州北馆”，位于西城区延寿街路东，延寿街12号（旧门牌号为延寿寺100号）。其附近有广西平乐、江苏长元吴等等会馆。潮州七邑会馆的七邑指：潮安、黄冈、澄海、樟林、留隍、意溪、庵埠。潮州七邑会馆在北京拥有的房屋很多，除了本馆的房屋46间、占地一亩八分以外，还在西城区香炉营六条6号（旧门牌号）有房屋十多间、占地一亩六分；在西城区宣武门外大外廊营20号（旧门牌号）有房屋10间、占地六亩。[1][2]现存的潮州七邑会馆设立于清朝乾隆三十四年（1769年），据《潮州会馆记》记载：「乾隆三十四年，契买京都张素亭房屋一所，计价银一千两正。房屋于京都琉璃厂延寿寺街北头，坐东朝西门面，前后地基计六进。门口有潮州新馆匾额。」[3][7]
- 潮州会馆：又称“潮州西馆”，位于西城区海柏胡同中间路北，海柏胡同23号（旧门牌号为海柏寺街13号），为青砖平房结构的建筑。[1][2]
- 潮州郡馆：位于东城区打磨厂。[1][2]